# Congrés de Suresnes
El Congrés de Suresnes és el que fa el número tretze dels celebrats pel PSOE durant l'exili entre els dies 11 al 13 d'octubre de 1974 al teatre Jean Vilar d'aquesta localitat francesa confrontant amb París, i se'l coneix per ser el que va canviar l'orientació política i ideològica del PSOE poc abans de la transició democràtica a Espanya.

## Antecedents
Des del Congrés de Tolosa de Llenguadoc (1970), els socialistes espanyols havien mantingut una pugna oberta respecte a l'orientació política i a la posició de l'organització. D'una banda, els líders històrics encapçalats per Rodolfo Llopis, en aquell temps Secretari general en l'exili, mantenien una visió propera a l'anomenat "sector exterior", més tradicional. D'altra banda, l'anomenat "grup dels sevillans", de militants joves provinents de l'interior i encapçalat per Felipe González, Alfonso Guerra i Manuel Chaves, consideraven necessari que els socialistes comencessin al més aviat possible la seva preparació per al futur que es preveia immediat, després de la Revolució dels Clavells a Portugal i la delicada salut del dictador. Era, doncs, una pugna per dues visions diferents de la realitat, en la qual no es volia deixar l'espai de l'esquerra futura a Espanya en mans d'un Partit Comunista molt més actiu i que participava en la Junta Democràtica d'Espanya on el PSOE no hi estava.
Un mes abans del Congrés, es va presentar l'anomenada Declaració de Setembre, que advocava clarament per la ruptura democràtica entesa com el restabliment d'un règim de llibertats al model europeu-occidental pel que s'exigia la llibertat sindical, la liquidació de l'aparell repressor de l'Estat, la llibertat política, d'associació, de reunió, el dret de vaga i el reconeixement de les nacionalitats històriques.

## El Congrés
El PSOE reconeix la representació en aquest Congrés de 3.586 militants, dels quals 1.038 estaven en l'exili. La resta estava agrupada en 19 federacions, sent les més nombroses l'asturiana, la guipuscoana i la biscaïna, que englobaven a 3/5 parts del total.
Per a fer costat al congrés, van ser-hi presents Willy Brandt, excanceller alemany i líder socialdemòcrata del seu país, François Mitterrand, líder socialista francès i Bruno Pittermann, president en aquest moment de la Internacional Socialista.
La renovació semblava inevitable. Moltes federacions, entre elles les basques, van proposar en un primer moment a Nicolás Redondo com a candidat a Secretari general, però no va acceptar. La necessitat d'un lideratge en moments complexos resultava evident. D'una banda, es considera que la candidatura de Felipe González estava pactada un any abans; uns altres consideren que les opcions estaven obertes i destaquen l'interès per Nicolás Redondo en els primers moments.
En qualsevol cas, s'adquireix la fórmula de compromís de Felipe González com a candidat amb el suport de tot el sector interior, menys la federació madrilenya, i de Ramón Rubial (Pablo) i Eduardo López Albizu (Lalo), dirigents històrics de forta ascendència entre els militants bascos.
Entre els membres elegits, endemés de Felipe González (Isidoro) a la Secretaria general, en la Comissió Executiva hi figuraven, entre d'altres, Alfonso Guerra (Andrés), Nicolás Redondo (Juan), José María Benegas Haddad (Txiqui), i dos membres de l'Agrupació Socialista Madrilenya que havien votat en contra del nou primer secretari: Francisco Bustelo i Pablo Castellano (Hervás).

## Resolucions adoptades
(1)La Resolució Política aprovada al Congrés de Suresnes establia un programa molt concret en el qual es definia el concepte de Ruptura Democràtica:
| « | “El PSOE entén que el restabliment de la democràcia a Espanya requereix amb caràcter inexcusable les mesures següents: - Llibertat de tots els presos polítics i sindicals. - Devolució de tots els seus drets a les persones que hagin estat desposseïdes per les seves actuacions polítiques i sindicals contra la dictadura. - Dissolució de totes les institucions repressives. - Reconeixement i protecció de les llibertats mitjançant: - Llibertat de partits polítics. - Llibertat sindical. - Llibertat de reunió i expressió. - Dret de vaga i manifestació. - Restitució del patrimoni espoliat a les organitzacions polítiques i sindicals suprimides per la dictadura. - Convocatòria d'eleccions lliures en termini no superior a un any a fi que el poble manifesti sobiranament la seva voluntat. - Reconeixement del dret d'autodeterminació de totes les nacionalitats ibèriques.” | » |

(2) A més, el PSOE aprova una segona resolució que defineix i remarca la seva posició respecte al problema nacional i l'organització territorial de l'estat:
| « | “Resolució sobre Nacionalitats i Regions Davant la configuració de l'Estat espanyol, integrat per diverses nacionalitats i regions marcadament diferenciades, el PSOE manifesta que: 1- La definitiva solució del problema de les nacionalitats que integren l'Estat espanyol part indefectiblement del ple reconeixement del seu dret d'autodeterminació que comporta la facultat que cada nacionalitat pugui determinar lliurement les relacions que va a mantenir amb la resta dels pobles que integren l'Estat espanyol. 2.- En analitzar el problema de les diverses nacionalitats el PSOE no ho fa des d'una perspectiva interclassista del conjunt de la població de cada nacionalitat sinó des d'una formulació d'estratègia de classe, que implica que l'exercici específic del dret d'autodeterminació per al PSOE s'emmarca dins del context de la lluita de classes i del procés històric de la classe treballadora en lluita per la seva completa emancipació. 3.- El PSOE es pronuncia per la constitució d'una República federal de les nacionalitats que integren l'Estat espanyol per considerar que aquest estructura estatal permet el ple reconeixement de les peculiaritats de cada nacionalitat i el seu autogovern alhora que salvaguarda la unitat de la classe treballadora dels diversos pobles que integren l'Estat espanyol. 4.- El PSOE reconeix igualment l'existència d'altres regions diferenciades que pels seus especials característiques podran establir òrgans i institucions adequades a les seves peculiaritats”. | » |

(3) Aquesta posició sobre les nacionalitats i els seus drets seguiria sent defensada i àmpliament argumentada al congrés de 1976, postura que el PSOE mantindria fins a l'any 1977:

| « | "Per als socialistes, l'autonomia ha d'atendre en qualsevol cas a la coordinació permanent d'esforços entre els treballadors dels diferents pobles de l'Estat espanyol. Els moviments nacionalistes i regionalistes, assumits per la classe obrera i la pagesia, eleven qualitativament els seus objectius amb la dialèctica marxista. En aquesta perspectiva, els socialistes assumim plenament les reivindicacions autonòmiques, considerant-les indispensables per a l'alliberament del poble treballador, que veu confluir en aquest procés dialèctic les seves reivindicacions peculiars de classe amb la lluita per l'autonomia del seu poble, objectiu prioritari a la consecució del qual afectarà positivament la lluita unitària de la classe obrera per objectius tals com la reforma agrària, l'eliminació del capitalisme monopolista i l'expulsió de les manifestacions del poder imperialista del nostre sòl. El PSOE, dins de la seva perspectiva autogestionària, estima necessari posar en pràctica una estratègia tendent a prefigurar les institucions polítiques que van a ser el mitjà de gestió de la societat socialista. En aquest sentit, la lluita per les llibertats de les nacionalitats i regions s'insereix dins de la nostra política per a l'autogestió de la societat. Aquests plantejaments són els que porten al PSOE, com a organització de classe, a incrementar els seus esforços per conjugar el principi socialista de la lliure autodeterminació dels pobles amb el de la imprescindible acció coordinada i unitària de la lluita que la classe obrera ha mantingut, desenvolupa i reforçarà en el camí cap a la seva total emancipació." | » |

## Les conseqüències
La primera d'elles i la més buscada pels delegats era el lideratge i la imatge jove i combativa del PSOE. El 19 d'octubre de 1974, poc després d'acabar el Congrés, El Correo de Andalucía és segrestat pel règim en incloure una llarga entrevista amb Felipe González. Aquest fet va ser detonant perquè s'incrementés l'interès pels nous rumbs del socialisme espanyol.